# Northrop T-38 Talon

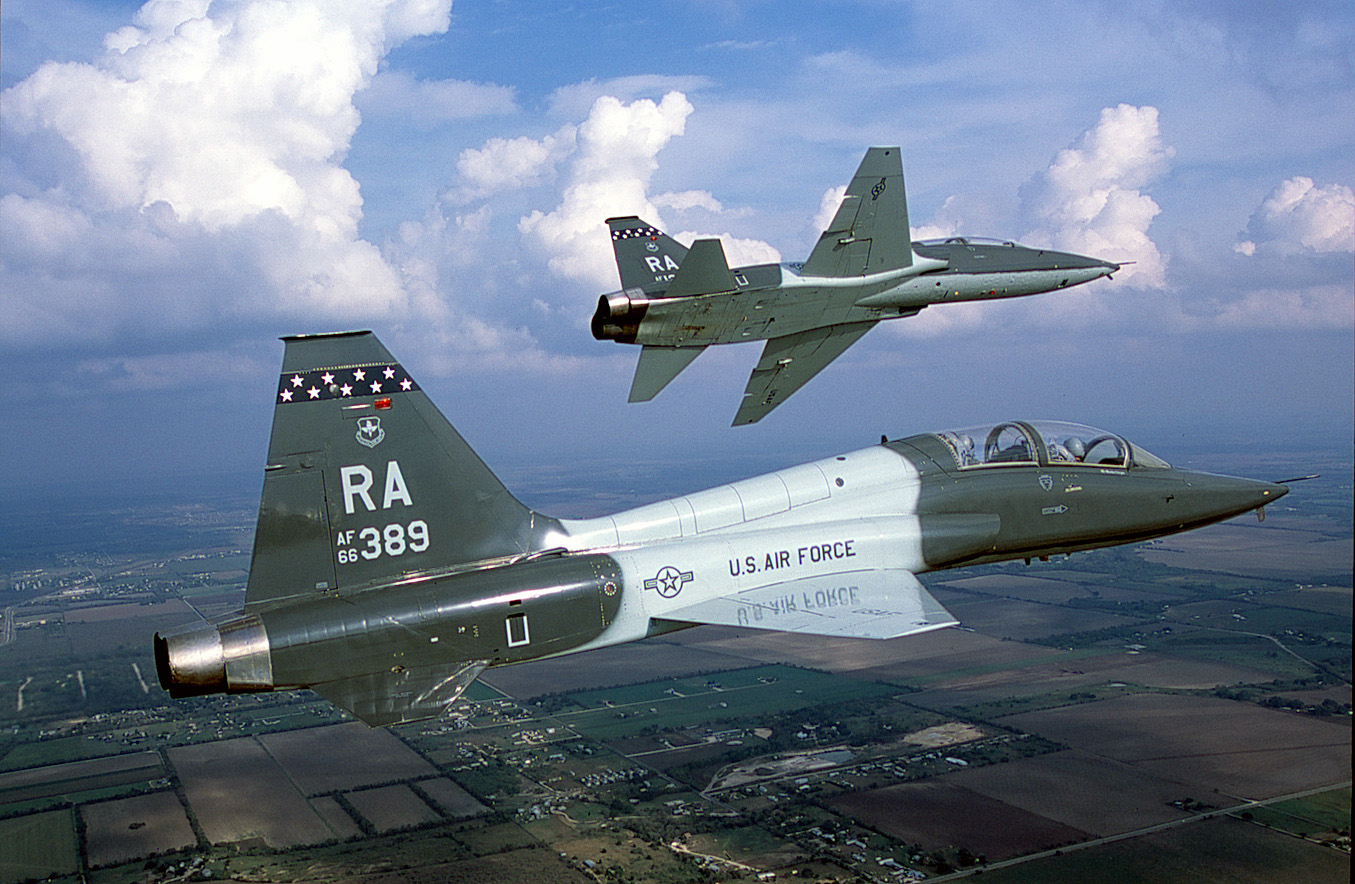
Vista aire-aire lateral derecha de aviones T-38 Talon de la USAF, del 560th Flying Training Squadron, Randolph AFB, TX.

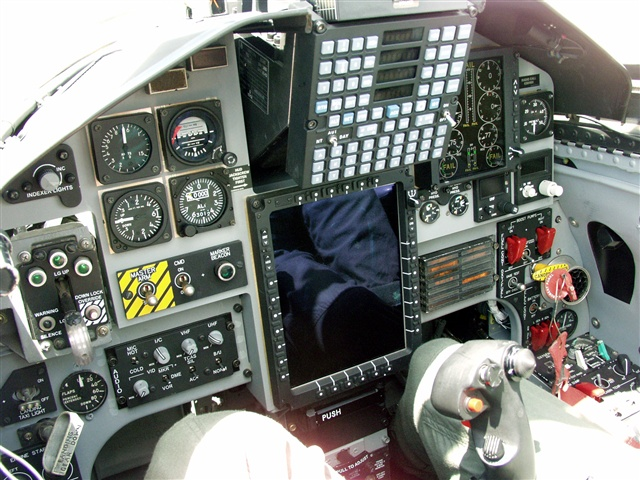
Cabina de un T-38C.

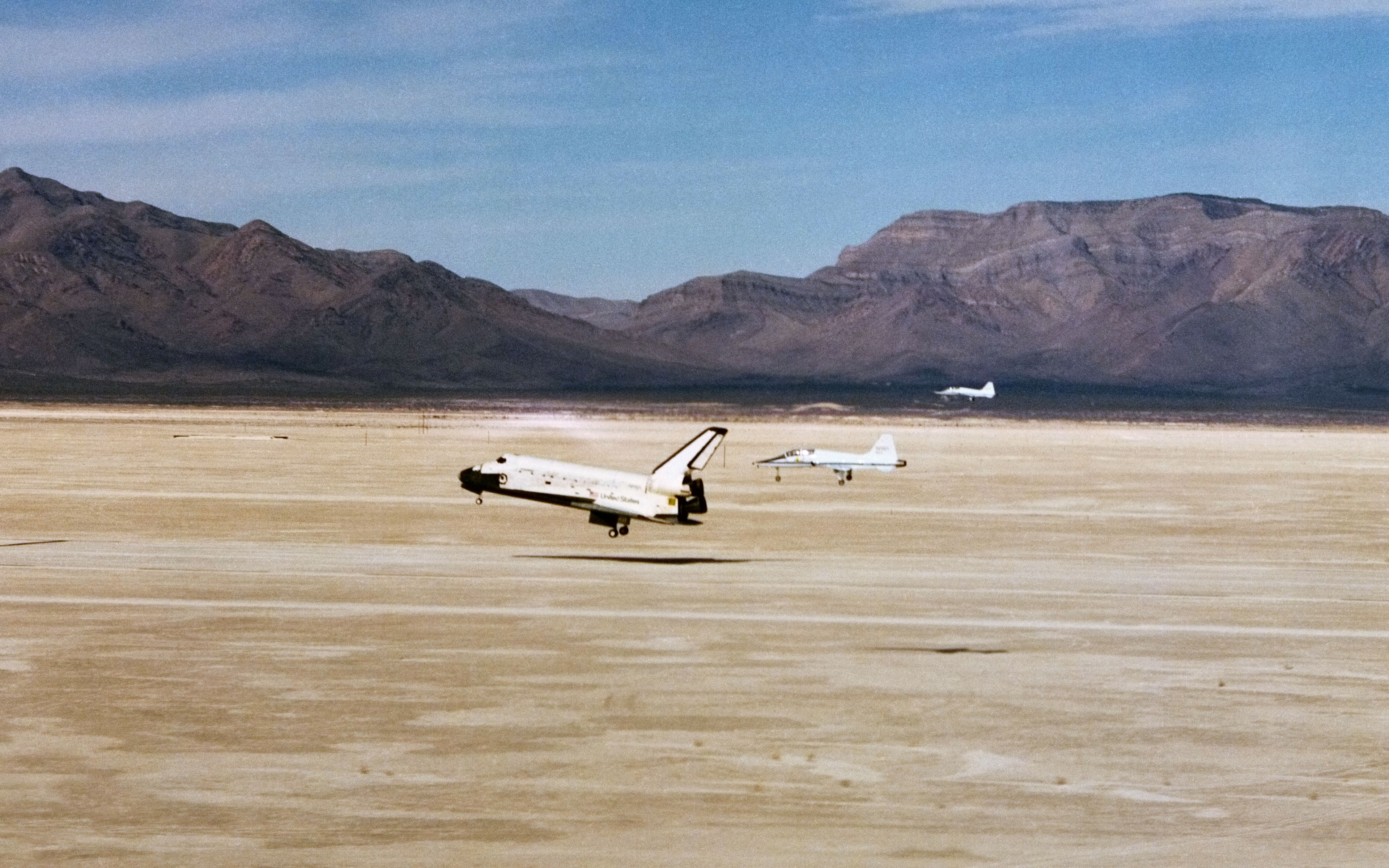
Dos T-38 de escolta siguen al Transbordador Espacial Columbia al aterrizar en la Northrop Strip en White Sands (Nuevo México), finalizando su misión STS-3.

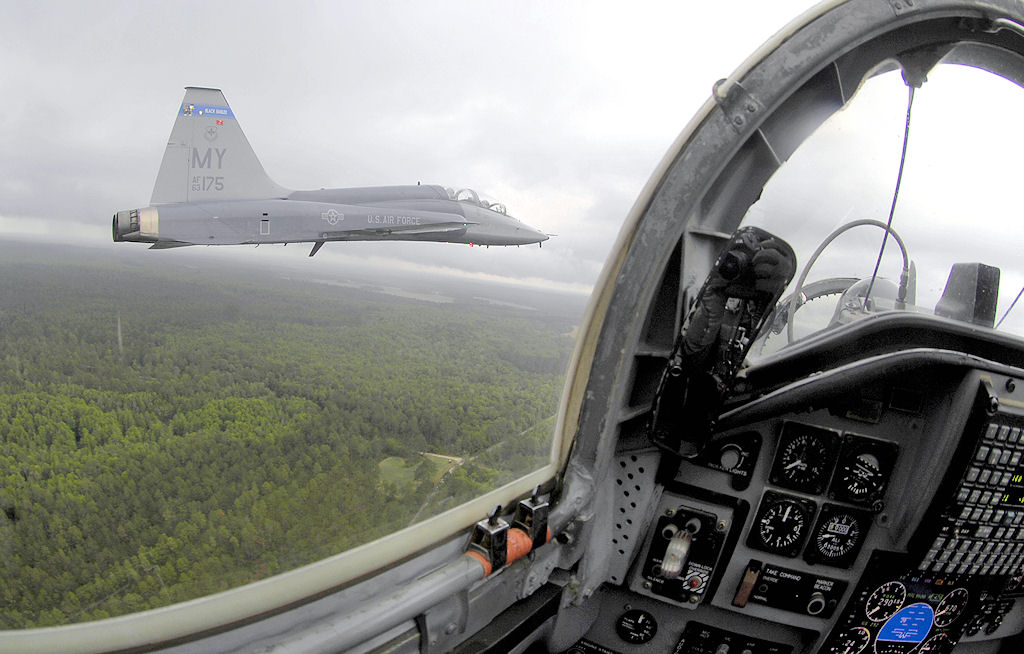
Foto del líder de la formación, tomada desde el asiento trasero de un T-38C, del 479th Fighter Training Group, Moody AFB, Georgia, 2006.

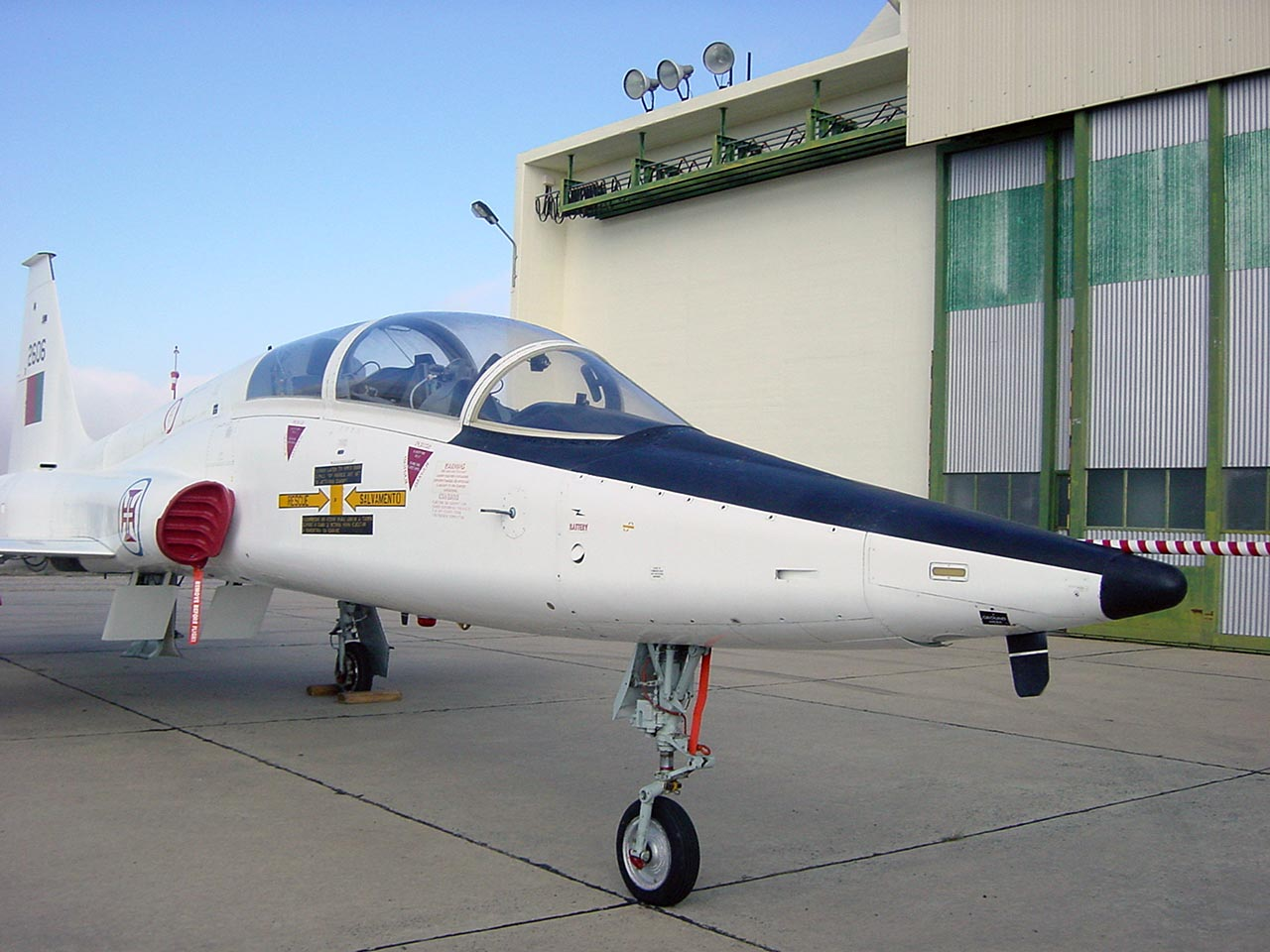
T-38 con los colores de la Fuerza Aérea Portuguesa en la Base Aérea de Beja.

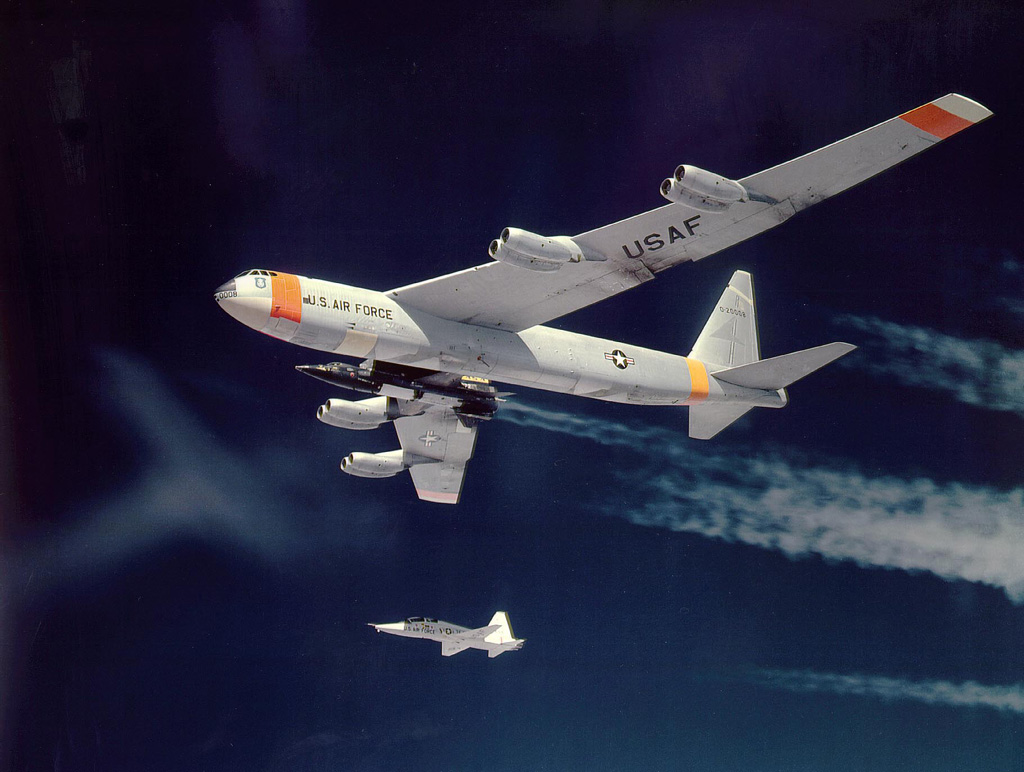
X-15 en vuelo, adosado al nodriza B-52, con un T-38 de avión de escolta (1961).

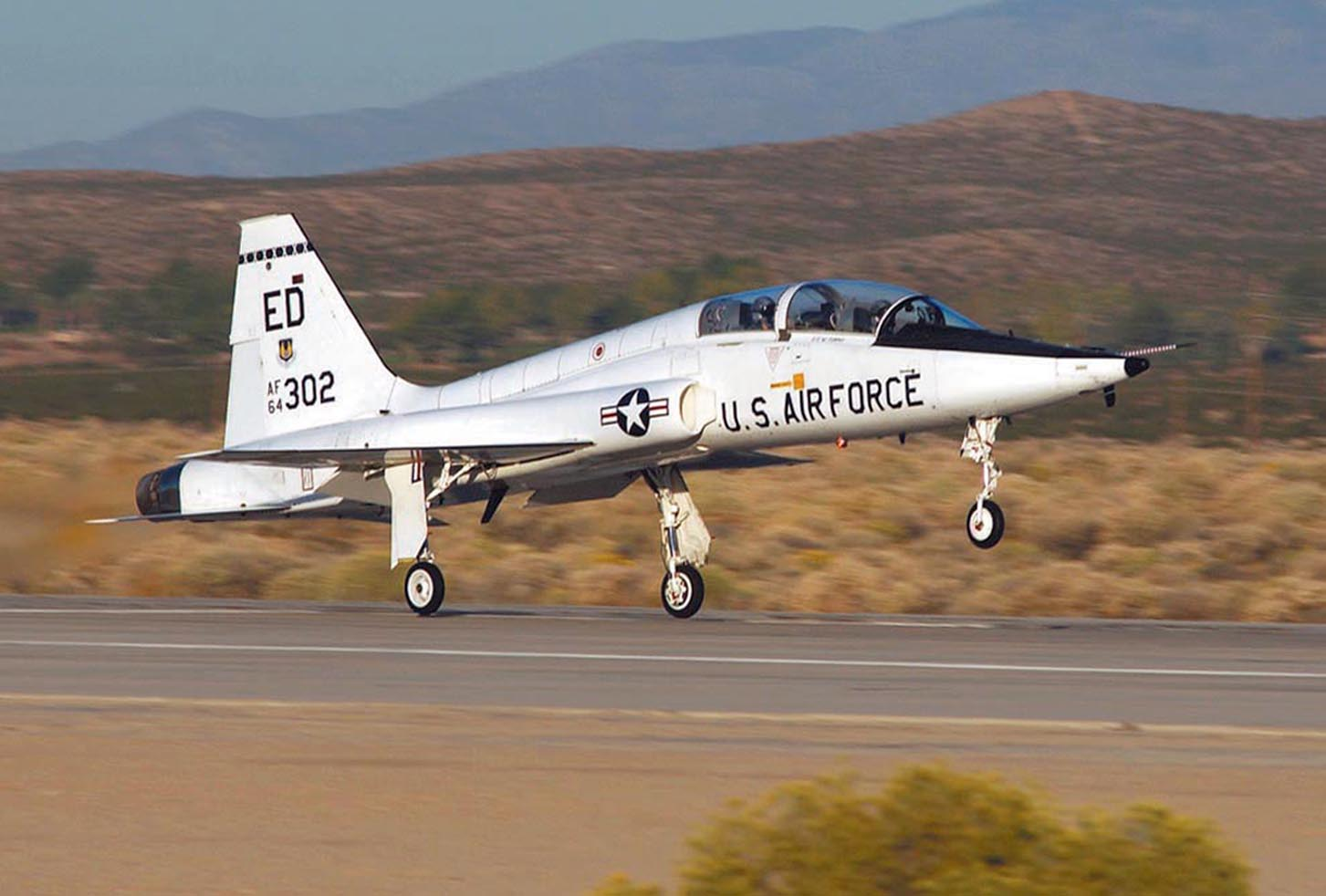
Un T-38 despega desde la Edwards Air Force Base con sólo un motor, durante unos vuelos de prueba para evaluar las velocidades recomendadas para el despegue si un motor fallase.

El Northrop T-38 Talon es un avión de entrenamiento avanzado usado normalmente para la enseñanza de técnicas a velocidades supersónicas, acrobacias, formación, vuelos nocturnos por instrumentación y navegación a pilotos recién graduados. En Estados Unidos, más de 60 000 pilotos lo han usado como entrenador. El T-38 Talon también es utilizado por la NASA para entrenar a sus astronautas.

## Diseño y desarrollo
En 1952, Northrop comenzó a trabajar en un proyecto de un caza, el Fang, de ala alta en delta y un solo motor. El propuesto motor General Electric J79, pesando cerca de dos toneladas, implicaba que el avión resultante sería grande y caro. Más tarde, en 1953, representantes del recién creado Departamento de Pequeños Motores de Avión, de la compañía General Electric Aviation, mostraron a Northrop un motor relativamente pequeño (de alrededor de 181,4 kg) capaz de generar 1134 kg de empuje, y el ingeniero de Northrop Edgar Schmued vio la posibilidad de revertir la tendencia que existía hacia los grandes cazas. Schmued y el ingeniero jefe Welko Gasich se decidieron por un pequeño caza bimotor reconvertido, el N-156. Northrop comenzó su proyecto N-156 en 1954, con el objetivo de crear un pequeño caza supersónico a reacción capaz de operar desde los portaaviones de escolta de la Armada de los Estados Unidos. Sin embargo, cuando la Armada optó por no seguir equipando sus flotas con esa clase de navíos, Northrop continuó el diseño del N-156 usando fondos privados propios, reclasificándolo como caza ligero (apodado N-156F) y con el punto de mira puesto en el mercado de exportación. 
A mitad de los años 50, la USAF emitió un Requerimiento Operativo General por un entrenador supersónico, planeando retirar sus Lockheed T-33 de los años 40. Northrop decidió adaptar el N-156 a esta competición. El único otro candidato era una versión biplaza del North American F-100 Super Sabre. Aunque el F-100 no fue considerado como el candidato ideal para un avión de entrenamiento (no era capaz de recuperarse de una barrena), North American todavía era considerado el favorito en la competición, debido al estatus de contratista favorecido de la compañía por la Fuerza Aérea. Sin embargo, Northrop presentó convincentemente unas comparaciones del coste del ciclo de vida que no podían ser ignoradas, y se les concedió el contrato, recibiendo una orden por tres prototipos. El primero (designado YT-38) voló el 10 de marzo de 1959. El modelo fue rápidamente adoptado y los primeros ejemplares de producción fueron entregados en 1961, entrando oficialmente en servicio el 17 de marzo de aquel año, complementando a los entrenadores primarios a reacción T-37. Cuando la producción finalizó en 1973, habían sido construidos 1187 T-38 (más dos prototipos N-156T). Desde su introducción, se estima que más de 50 000 pilotos militares se han entrenado en este avión. La USAF permanece como una de las pocas fuerzas aéreas que usan entrenadores finales supersónicos, mientras que la mayoría, como la Armada estadounidense, usa entrenadores altamente subsónicos.
El T-38 es de configuración convencional, con un ala pequeña y de larga cuerda, un solo estabilizador vertical, y tren de aterrizaje triciclo. El avión sienta a un piloto estudiante y al instructor en tándem, y tiene tomas de aire para sus dos motores turborreactores en las raíces alares. Sus ágiles prestaciones han hecho que se gane el apodo de "cohete blanco". En 1962, el T-38 estableció plusmarcas absolutas de tiempo de ascenso a 3000, 6000, 9000 y 12 000 metros, batiendo las establecidas por el F-104 en diciembre de 1958 (el F-4 batió las plusmarcas del T-38 menos de un mes más tarde).
Los F-5B y F (que también derivan del N-156) pueden distinguirse de los T-38 por las alas; el ala del T-38 se une al fuselaje en forma recta y acaba cuadrada, mientras que el F-5 tiene extensiones del borde de ataque cerca de las raíces alares y raíles de lanzamiento de misiles aire-aire en las puntas alares. Tanto las alas del T-38, como las de la familia F-5, usan recubrimiento convencional sobre una estructura de largueros-costillas.
La mayoría de los T-38 construidos eran de la versión T-38A, pero la USAF también tuvo un pequeño número de aviones convertidos para entrenamiento de armas (designados AT-38B), que fueron equipados con una mira y podían llevar un contenedor de cañón, cohetes, o bombas en el soporte central. En 2015, 504 T-38 estaban operativos con la USAF, con muchos más operativos en el mundo. La mayoría de los aviones de las variantes de la USAF (T-38A y AT-38B) han sido convertidos al T-38C gracias a un programa de modernización de la aviónica. Las mejoras incluyen un HUD, GPS, INS (Inertial Navigation System), y TCAS. La mayoría también han recibido PMP (una modificación de la propulsión que mejora el empuje del motor a baja altitud). Aproximadamente un tercio de la flota (aquellos que experimentan un uso más severo) están recibiendo actualmente modernizaciones y reemplazando estructuras, así como nuevas alas, para extender su vida de servicio hasta 2029.
La versión de caza del N-156 fue finalmente seleccionada por el Programa de Asistencia Militar estadounidense y producido como el F-5 Freedom Fighter. Muchos de ellos han sido revertidos desde entonces a entrenadores de armas, al haber introducido en servicio, varias fuerzas aéreas, modelos más nuevos. El F-5G fue una variante monomotor avanzada renombrada como F-20 Tigershark.

## Variantes
N-156T
Designación de la compañía Northrop.
YT-38
Prototipos, dos construidos con motores YJ85-GE-1, más tarde designados YT-38A, y cuatro aviones de preproducción con motores YJ85-GE-5, más tarde designados T-38A.
T-38A
Avión de entrenamiento avanzado biplaza, modelo de producción, 1139 construidos.
T-38A(N)
Versión de entrenamiento de astronautas biplaza para la NASA. Ver el T-38N más abajo.
AT-38A
Un pequeño número de T-38A fueron convertidos en aviones de entrenamiento de armas.
DT-38A
Un número de T-38A de la Armada estadounidense fueron convertidos en directores de aviones no tripulados.
GT-38A
Aviones inmovilizados en tierra permanentemente, a menudo debido a accidentes aéreos o en tierra, convertidos en entrenadores de procedimientos en tierra o de mantenimiento de aviones.
NT-38A
Un pequeño número de T-38A fueron convertidos en aviones de investigación y pruebas.
QT-38A
Avión no tripulado usado como blanco aéreo.
AT-38B
Avión de entrenamiento de armas biplaza.
T-38C
T-38A con modernizaciones estructurales y en la aviónica.
T-38M
T-38A de la Fuerza Aérea Turca modernizados con cabinas de cristal completas y aviónica, por Turkish Aerospace Industries, bajo el proyecto de nombre en código "ARI" (abeja en turco).
T-38N
T-38A ex USAF rescatados por la NASA y T-38A asignados directamente a la misma, que recibieron un Programa de Modernización de Aviónica (AUP), modernizando los sistemas de comunicaciones y navegación, reemplazando aviónica obsoleta, y añadiendo un radar meteorológico, sistema de gestión de vuelo, sistemas de alerta de altitud, y controles y pantallas modernas.
N-205
Variante de "entrenador espacial" propuesta en mayo de 1958,con motores cohete triples para lanzamiento vertical. Capaz de alcanzar Mach 3,2 en su ascenso a 60 960 m (200 000 pies).
ST-38 o N-205B
Propuesta revisada en abril de 1963 para la nueva Escuela de Pilotos de Investigación Aeroespacial, con despegue convencional, velocidad máxima de Mach 3,3 y techo de vuelo de 86 868 m (285 000 pies), suficientemente alto como para cualificar a sus pilotos con sus alas de astronauta.
T-38 VTOL
Variante propuesta de despegue vertical con cuatro toberas de sustentación detrás del piloto.

## Operadores

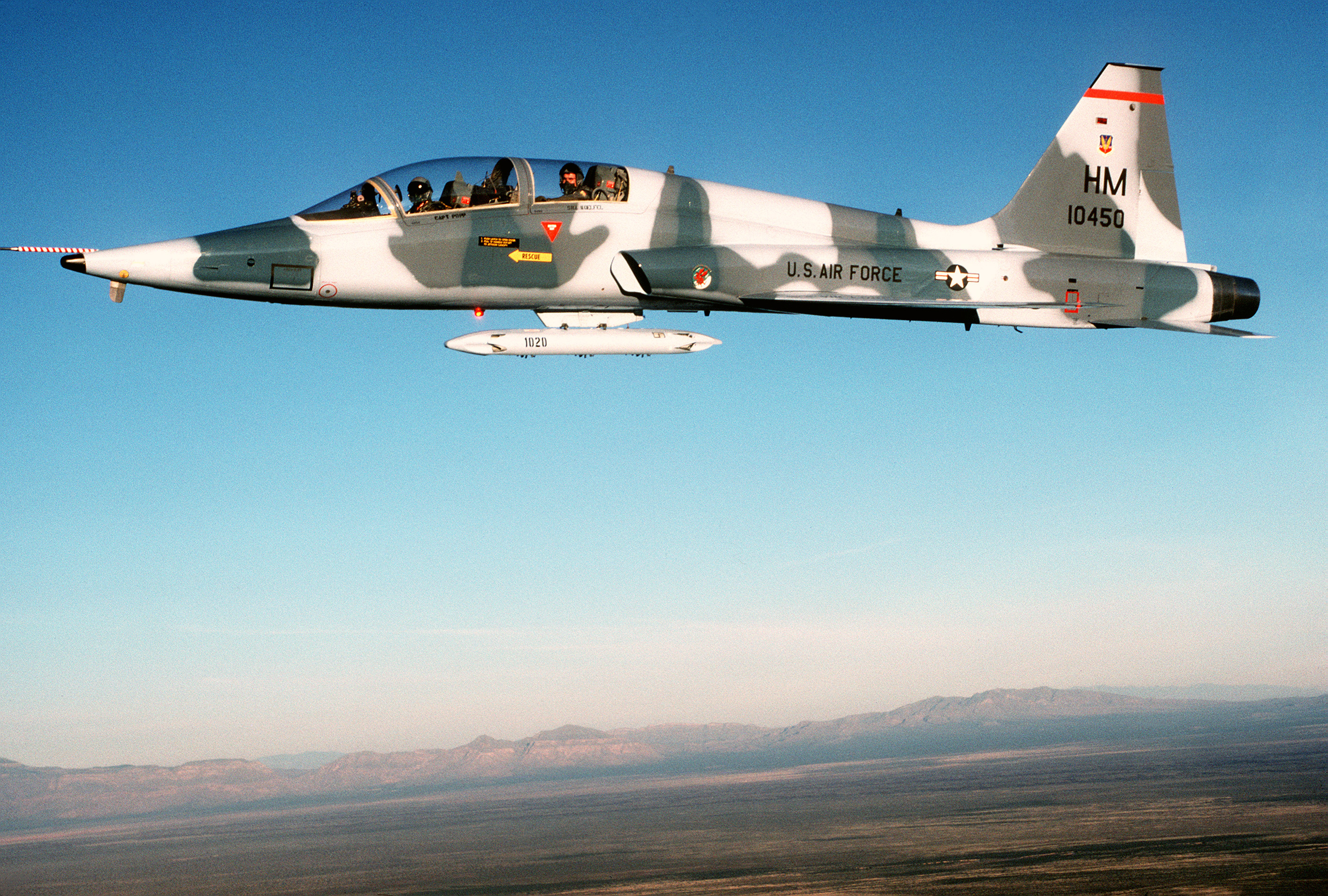
Un AT-38B Talon de la Fuerza Aérea estadounidense con armamento de prácticas.

### Actuales
Estados Unidos
- Fuerza Aérea de los Estados Unidos: 508 (septiembre de 2012).[12]
- Armada de los Estados Unidos: tenía 10 aviones en uso en noviembre de 2008.[13]
- NASA: tiene 32 unidades recuperadas de la USAF.

 Turquía
- Fuerza Aérea Turca: tiene 33 T-38M en servicio.[14]

### Antiguos
Alemania
- Luftwaffe

 Corea del Sur
- Fuerza Aérea de Corea del Sur: alquiló 30 T-38A a los Estados Unidos en abril de 1999. Todas las unidades volvieron a los Estados Unidos en 2009, al completarse la producción del entrenador supersónico T-50 Golden Eagle.

 Portugal
- Fuerza Aérea Portuguesa: recibió 12 aviones en 1977. Inicialmente operados por el 201 Sqn. "Falcões" (Halcones), en la Base Aérea de Monte Real; en 1980 fueron transferidos al 103 Sqn. "Caracóis" (Caracoles), siendo destinados en la Base Aérea de Beja. Fueron retirados en 1993.

 Taiwán
- Fuerza Aérea de la República de China

### Civiles
- Thornton Aircraft Company: dos unidades.[15]
- Boeing: dos aviones.[15]
- National Test Pilot School: un avión.[15]
- ILOAJP HOLDING: un avión.[15]
- Wayne L. Siltanen: un avión.[15]

## Especificaciones (T-38A)

### Características generales
- Tripulación: dos (instructor y alumno)
- Longitud: 14,14 m
- Envergadura: 7,70 m
- Altura: 3,92 m
- Superficie alar: 16 m²
- Peso vacío: 3270 kg
- Peso cargado: 5360 kg
- Peso máximo al despegue: 5670 kg
- Planta motriz: 2× turborreactor con posquemador General Electric J85-5A.
  - Empuje normal: 9,1 kN (2050 lbf) de empuje cada uno.

### Rendimiento
- Velocidad nunca excedida (Vne): Mach 1,3 (1381 km/h)
- Alcance: 1560 km
- Alcance en ferry: 2348 km
- Techo de vuelo: 15 240 m (50 000 pies)
- Régimen de ascenso: 170,7 m/s 33 600 pies/min
- Carga alar: 340 kg/m²
- Empuje/peso: 0,65

### Armamento
- Puntos de anclaje: 1 con una capacidad de 230 kg, para cargar una combinación de:   
  - Cohetes: 7 cohetes de prácticas en un contenedor bajo el fuselaje

### Desarrollos relacionados
- Northrop F-5
- F-20 Tigershark

### Secuencias de designación
- Secuencia N-_ (interna de Northrop): ← N-150 - N-151 - N-155 - N-156F/T - N-165 - N-204 - N-205 - N-250 - N-267 - N-285 - N-300 - N-301 →
- Secuencia T-_ (Entrenadores estadounidenses, 1948-presente): ← T-35 - T-36 - T-37 - T-38 - T-39 - T-40 - T-41 →

### Listas relacionadas
- Anexo:Aeronaves de la Fuerza Aérea de los Estados Unidos (históricas y actuales)